# Kettleman City
Kettleman City é uma Região censo-designada localizada no estado americano da Califórnia, no Condado de Kings.

## Geografia
De acordo com o United States Census Bureau tem uma área de 0,4 km², dos quais 0,4 km² cobertos por terra e 0,0 km² cobertos por água. Kettleman City localiza-se a aproximadamente 77 m acima do nível do mar.

### Localidades na vizinhança
O diagrama seguinte representa as localidades num raio de 40 km ao redor de Kettleman City.

## Demografia
Segundo o censo americano de 2000, a sua população era de 1499 habitantes.

## Marco histórico
Kettleman City possui apenas uma entrada no Registro Nacional de Lugares Históricos, o Witt Site.